# Ère Tenbun

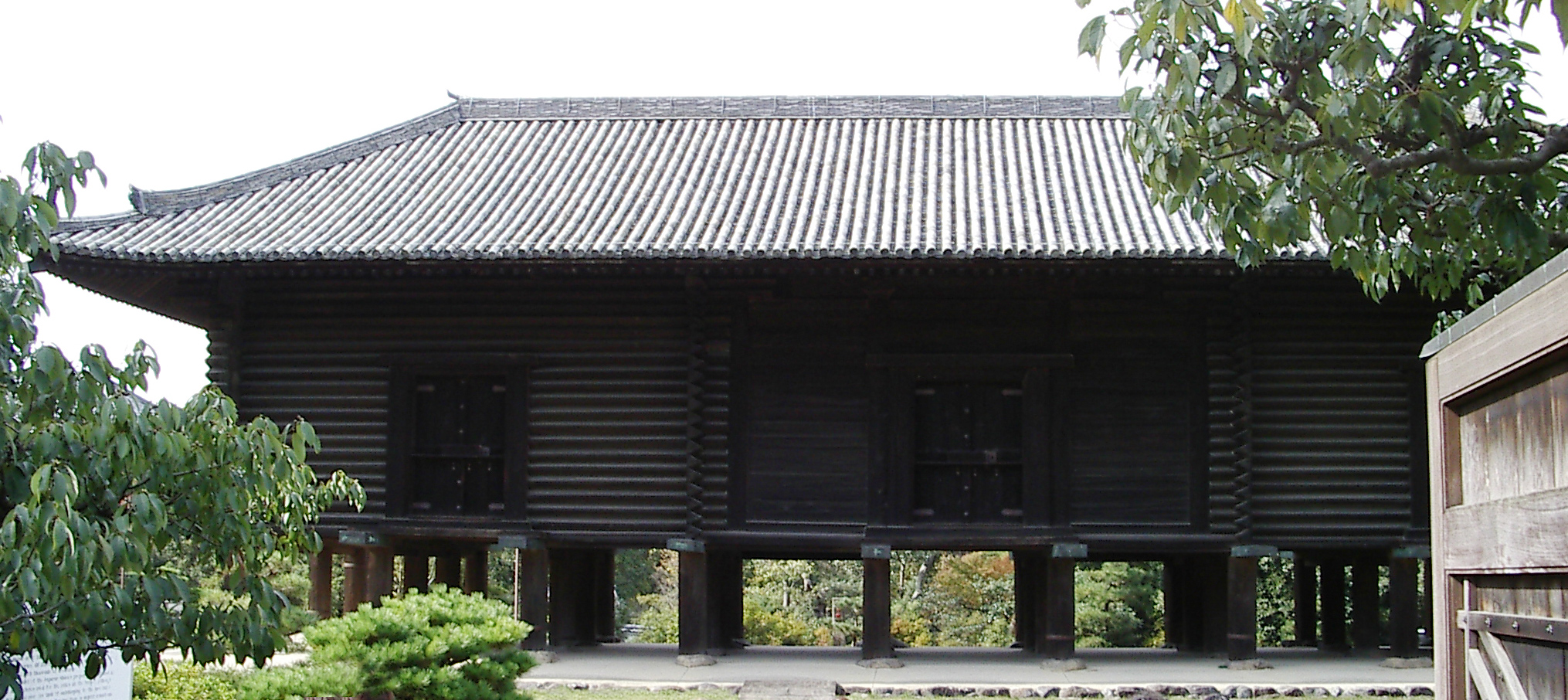
Belle maison

L'ère Tenbun (天文), aussi connue sous les noms Tembun ou Temmon,  est une des ères du Japon (年号, nengō, lit. « nom de l'année ») après l'ère Kyōroku et avant l'ère Kōji. Cette ère couvre la période allant du mois de juillet 1532 au mois d'octobre 1555. L'empereur régnant est Go-Nara-tennō (後奈良天皇).

## Changement d'ère
- 1532 Tenbun gannen (天文元年?) : à la demande d'Ashikaga Yoshiharu, douzième Shōgun du bakufu Muromachi, le nom de l'ère est changé à cause de différentes batailles. L'ère précédente se termine et une nouvelle commence en Kyōroku 5, le 29e jour du 7e mois.

## Événements de l'ère Tenbun
- 1532 (Tenbun 1, 24e jour du 8e mois) : Le Hongan-ji est incendié. Émeute Hokke à Kyoto.
- 1536 (Tenbun 5, 26e jour du 2e mois) : l'empereur Go-Nara est formellement intronisé[3].
- 1541 (Tenbun 10, 14e jour du 6e mois) : Takeda Harunobu (plus tard appelé Takeda Shingen) bannit son père, Takeda Nobutora.
- 1542 (Tenbun 11, 25e jour du 8e mois) : Imagawa Yoshimoto, daimyo de la province de Suruga, conquiert la province de Totomi et de là entre dans la province de Mikawa où il combat Oda Nobuhide, daimyo de la province d'Owari. Les forces Imagawa sont défaites par l'armée Oda[4].
- 1543 (Tenbun 12, 25e jour du 8e mois) : un navire portugais aborde à Tanegashima et l'arme à feu fait son entrée au Japon.
- 1543 (Tenbun 13, 7e mois) : inondations à Heian-kyō et les régions avoisiantes[5].
- 1546 (Tenbun 15, 20e jour du 12e mois) : Ashikaga Yoshihusi[6] devient le 13e shōgun du shogunat Ashikaga[7].
- 1547 (Tenbun 11) : le « traité de Tenbun » joseon-japonais, le commerce est limité aux ports Joseon de Pusan et le commerce du clan Sō est limité à vingt navires par an[8].
- 1548 (Tenbun 17, 30e jour du 12e mois) : Nagao Kagetora (appelé plus tard Uesugi Kenshin) remplace son frère ainé Nagao Harukage comme héritier de la province d'Echigo avec une entrée triomphale au château de Kasugayama.
- 1549 (Tenbun 18, 24e jour du 2e mois) : la princesse Nō épouse Oda Nobunaga.
- 1549 (Tenbun 18, 3e jour du 7e mois) : le prêtre catholique jésuite François Xavier arrive au Japon à Kagoshima.
- 1549 (Tenbun 18, 27e jour du 11e mois) : le clan Matsudaira de la province de Mikawa tombe sous la domination d'Imagawa Yoshimoto. Matsudaira Takechiyo (appelé plus tard Tokugawa Ieyasu) part à Imagawa en tant qu'otage.
- 1554 (Tenbun 23, 2e mois) : le shogun Yoshihusi s'appelle à présent Yoshiteru[6].

| Tenbun    | 1re  | 2e   | 3e   | 4e   | 5e   | 6e   | 7e   | 8e   | 9e   | 10e  | 11e  | 12e  | 13e  | 14e  | 15e  | 16e  | 17e  | 18e  | 19e  | 20e  | 21e  | 22e  | 23e  | 24e  |
| Grégorien | 1532 | 1533 | 1534 | 1535 | 1536 | 1537 | 1538 | 1539 | 1540 | 1541 | 1542 | 1543 | 1544 | 1545 | 1546 | 1547 | 1548 | 1549 | 1550 | 1551 | 1552 | 1553 | 1554 | 1555 |